# Хуан Хісберт Шульце
Хуан Хісберт Шульце (ісп. Juan Gisbert Schultze; нар. 13 квітня 1974) — колишній іспанський тенісист.
Найвищу одиночну позицію світового рейтингу — 132 місце досяг 11 жовтня 1993, парну — 209 місце — 6 червня 1994 року.

## Титули на челленджерах

### Одиночний розряд: (2)
| Ранг | Рік  | Турнір                  | Покриття | Суперник        | Рахунок       |
| ---- | ---- | ----------------------- | -------- | --------------- | ------------- |
| 1.   | 1992 | Буенос-Айрес, Аргентина | Ґрунт    | Карстен Аррієнс | 6–1, 7–6      |
| 2.   | 1992 | Нейплс, США             | Ґрунт    | Карстен Браш    | 7–5, 1–6, 6–4 |

### Парний розряд: (1)
| Ранг | Рік  | Турнір          | Покриття | Партнер            | Суперники                        | Рахунок  |
| ---- | ---- | --------------- | -------- | ------------------ | -------------------------------- | -------- |
| 1.   | 1993 | Венеція, Італія | Ґрунт    | Орасіо де ла Пенья | Олівер Фернандес Гільберт Шаллер | 6–1, 6–3 |